# E-Force
Az E-Force egy francia thrash metal együttes, melyet 2001-ben még Kanadában alapított a Voivod korábbi frontembere az énekes/basszusgitáros Eric Forrest. A zenekar 2004-ben tette át a székhelyét Franciaországba és a felállás Forrest kivételével teljesen kicserélődött. Eddig két nagylemezt adtak ki.

## Története
Eric Forrest hét éven keresztül volt a kanadai cyber-thrash metal együttes Voivod frontembere, és miután 2001-ben kirúgták, megalapította saját zenekarát E-Force néven. A csapathoz Bryan Donahue (ex-Homicide) és Dan Lauzon (ex-Entropy) gitáros csatlakozott, de állandó dobost ekkor még nem találtak. 2002-ben felvettek egy négyszámos demót, majd lemezszerződést kötöttek a francia székhelyű Season Of Mist kiadóval. A 2003. október 20-án megjelent Evil Forces című bemutatkozó E-Force albumon már Louis Levesque (ex-Genetic Control) dobossal dolgoztak.
Az eredetileg Montréalban működő csapat 2004 elején Franciaországba tette át a székhelyét. A költözés hátterében Forrest párkapcsolata állt. Összeházasodott a francia Nathalie Denaclaraval és úgy döntöttek a dél-francia Toulouse városában telepednek le. A zenekari tagok közül csak a dobos maradt, a két új gitáros pedig Dennis Roussel és Yann Ploquin lettek a Soul Erosionból. Az új felállású E-Force 2004. május 17-én debütált az Impaled Nazarene és a Scarve előzenekaraként Toulouse-ban. Júniusban a Six Pack Week End fesztiválon játszottak Clevelandben, szeptemberben pedig a francia Raismes Festen. 2005 februárjában a Carpathian Forest európai turnéján léptek fel. Időközben Levesque kilépett a zenekarból.
Egy új felállású E-Force tért vissza 2005 végén. A trióvá alakult együttes gitárosa a mindössze 19 éves Cyril Bernhard lett, aki Yngwie Malmsteen és Marty Friedman lemezein nevelkedett. A korábban death metal hatásoktól sem mentes E-Force zenéje ezzel egy dallamosabb thrash metal irányába fordult. 2006 októberében vonultak stúdióba, hogy felvegyék a második E-Force albumot, amelyre az új dalok mellé a Voivod egy kiadatlan dalát is felvették, az időközben rákban meghalt Voivod gitáros, Denis "Piggy" D'Amour emlékére. A Modified Poison című második E-Force album megjelenése azonban több mint egy évet csúszott. 2007 októberében a nagylemezen doboló Boris Lougant a belga Enthroned korábbi dobosa, Alsvid váltotta. A Modified Poison album végül 2008. február 22-én jelent meg a Thundering Records kiadásában.

## Diszkográfia
- 2003 – Evil Forces (Season Of Mist)
- 2008 – Modified Poison (Thundering Records)

## Tagok
- Eric Forrest – ének, basszusgitár (2001 óta)
- Cyril Bernhard – gitár (2005 óta)
- Alsvid – dobok (2007 óta)

Korábbi tagok
- Boris Lougan – dobok (2005-2007)
- Dennis Roussel – gitár (2004-2005)
- Krof – dobok (2004-2005)
- Jerome Point – gitár (2005)
- Yann Ploquin – gitár (2004)
- Louis Levesque – dobok (2003-2004)
- Bryan Donahue – gitár (2001-2003)
- Dan Lauzon – gitár (2001-2003)